# Onderwijsfilm
Een onderwijsfilm is een film die voornamelijk wordt gebruikt als onderwijsmiddel of om te onderwijzen.

## Inleiding
De onderwijsfilm is een onderwijsmiddel. Het doel van de onderwijsfilm is dus het leren te ondersteunen. Vandaar dat de creatieve kwaliteit van de onderwijsfilm niet het belangrijkste is, maar wel de slimme inzet van onderwijskundige overwegingen. Het gaat er bij een goede onderwijsfilm om de leerprocessen van de kijker optimaal te activeren en te sturen. Uiteraard worden er in het ontwerp en tijdens de uitvoering filmtechnieken en filmtheorieën ingezet. De combinatie van didactiek en filmwetenschap noemen we de filmdidactiek. Het blijkt dat vooral de speelfilm een rijke informatiebron levert aan de filmdidactiek. De maker van onderwijsfilms wordt een onderwijsfilmer genoemd.

## Geschiedenis

### Nederland
De eerste film werd in Parijs in 1895 vertoond. Men zag ook in Nederland mogelijkheden voor het onderwijs en zo werd in de jaren twintig en dertig de eerste Nederlandse schoolbioscoop opgericht (Den Haag, 1918).
De Stichting Nederlandse Onderwijsfilm (NOF) was van 1941 tot ca. 1965 de voornaamste verspreider van onderwijsfilms. Ze instrueerde onderwijzers over het gebruik van de eigen onderwijsfilms en hoe ze verschilden van "gewone" films. In 1965 richt de NOF de NOT (Nederlandse Onderwijs Televisie) op onder meer om meer gelden voor audiovisuele hulpmiddelen te bemachtigen.
In de jaren zeventig is er naast film ook vaker televisie in de school en stijgt ook de belangstelling voor media vanuit het onderwijs. Dit zet zich door in de jaren tachtig als de computer en de videorecorder hun intrede doen. Omdat het onderwijs in die periode in alle opzichten verandert, denkt men na over de mogelijkheden van de film in het onderwijs. Deze ontwikkelingen leiden in de jaren negentig tot onderwijsmaterialen waarin de onderwijsfilm is geïntegreerd of interactief benaderbaar (project Proefschool Nieuwe Media).

### Wereldwijd
In de tijd van de 16 mm onderwijsfilm, die ongeveer liep van halverwege de jaren dertig tot halverwege de jaren tachtig van de vorige eeuw, waren er verschillende producenten. Hieronder staat een lijst met wereldwijd de meest bekende producenten uit die periode:
| Buitenlandse producenten      | Toelichting |
| ----------------------------- | --- |
| Avis Films                    | was een lowbudgetproducent tijdens de jaren vijftig in voornamelijk de VS. De films gingen meestal over gezondheid en goed burgerschap   |
| Barr                          | |
| Encyclopedie Britannica Films | maakte, door de overname (eind 1940) van ETRI films, een groot aantal films over serieuze onderwerpen                                    |
| Centron                       | begon in de jaren zeventig, na eerst voor anderen zoals Young America Films of McGraw Hill Text Films, zelf films uit te brengen         |
| Coronet Films                 | gestart in 1946 door David Smart (oprichter van Esquire magazine), was een van de voornaamste producenten                                |
| Crawley Films                 | was een Canadese filmproducent die haar films uitbracht via de National Film Board of Canada of de International Film Bureau             |
| ETRI                          | was de grootste producent in de jaren dertig en gebruikte als een van de eerste geluid                                                   |
| James Myer                    | |
| Louis Kirk                    | ook bekend als fotograaf voor boeken over natuur en geschiedenis, maakte vooral in de jaren zeventig films in het noordwesten van de VS. |
| Martin Moyer                  | maakte in de jaren zestig films over verscheidene onderwerpen (natuur, industrie en sport)                                               |
| National Film Board of Canada | maakte en verspreidde veel van de beste onderwijsfilms die ze meestal zelf produceerden                                                  |
| Rarig's                       | ook bekend als filmverhuurder, maakte vooral in de jaren vijftig en zestig films (industrie, veiligheid en natuur)                       |
| Sandeep Marwah                | |
| Schlessinger                  | |
| Sid Davis                     | maakte onderwijsfilms over controversiële onderwerpen (kinderlokkers) en liet bij verkeersveiligheid echte auto-ongelukken zien          |
| Walt Disney Company           | |

## Kenmerken
Een onderwijsfilm kenmerkt zich door een sterke focus op de inhoud en de didactiek en minder op de vormgeving. Dat laatste lijkt niet helemaal terecht omdat vorm en inhoud sterk aan elkaar gekoppeld zijn. Dat betekent overigens niet zomaar de zaak opleuken, maar de inhoud doordacht, dat wil zeggen uitgaande van onderwijskundige overwegingen, door vormgeving te versterken.
Een "goede" onderwijsfilm kenmerkt zich door
- geschiktheid; film is het middel om de boodschap over te brengen en past bij de onderwijsmethode
- effectiviteit; er zijn geen onnodige verdiepingen of uitweidingen maar de film is gericht op het leerdoel[4]
- openheid; het leerdoel en de gekozen leerstrategie worden helder en eerlijk gecommuniceerd net als de intenties van de makers
- uitnodigend; de vormgeving ondersteunt de lerende boodschap positief
- aansluitend; de wijze waarop de kijker wordt benaderd sluit aan bij zijn profiel
- betrokkenheid; de kijker moet zich emotioneel aangesproken voelen tot hetgeen hij aanschouwt
- kwaliteit; de film dient minimaal van een niveau te zijn zodat de kijker er niet door wordt afgeleid

## Soorten
Omdat ook bij een speelfilm, reclamefilm of voorlichtingsfilm de kijker wordt getracht iets bij te brengen, zou men op grond van de definitie ook deze type films kunnen scharen onder onderwijsfilms. Toch wordt dat in de praktijk niet gedaan. Onderwijzen wordt namelijk niet alleen geassocieerd met het aanbieden en verwerken van nieuwe kennis, vaardigheden en inzicht maar ook met een sector die dit als primair doel heeft. Dat is niet het geval voor de makers van speelfilms, reclamefilms of voorlichtingsfilms. De kijkers naar deze filmgenres hebben ook niet het behalen van een leerdoel voor ogen.

### Edutainment(film)
Edutainment(film), Infotainment(film) of Entertainment-Onderwijsfilm is een vorm van de onderwijsfilm met als doel zowel te vermaken als te onderwijzen.

### Documentaire
Een documentaire is een onderwijsfilm die op feiten is gebaseerd en over dingen gaat die echt gebeurd zijn. De films geven een beeld geven van een onderwerp of registreren een evenement. Ze trachten meestal informatief en objectief te zijn, hoewel soms ook de mening van de filmmaker op de voorgrond staat.

### Onderwijsvideo
Een onderwijsvideo is een onderwijsfilm die met hulp van een onderwijsarchitect en een videoarchitect wordt geproduceerd. De onderwijsarchitect begint als eerste met een docent te onderzoeken welke onderwerpen geschikt zijn om op een onderwijsvideo uit te brengen en hoe dit het beste zou kunnen. Dan sluit de videoarchitect aan om de onderwijsarchitect te helpen met een videoscript en een draaiboek. De productie is in handen van de videoarchitect onder toeziend oog van de onderwijsarchitect en de docent.

### Sociale onderwijsfilm
De sociale onderwijsfilm of voorlichtingsfilm is een genre van de onderwijsfilm waarin men probeert kinderen en volwassenen te leren met elkaar om te gaan. Typische onderwerpen zijn drugs, hoffelijkheid, huwelijk, huishouden, seksualiteit, alcohol, veiligheid en het nemen van de eigen verantwoordelijkheid. Deze films worden gewoonlijk in het publieke domein gepubliceerd. Voorbeelden hiervan zijn Postbus 51 en Sire.

### Flip
Flipped classroom is een vorm van blended learning, waarbij studenten nieuwe leerstof aangeboden krijgen door te kijken naar online video's. Dit doen ze meestal thuis. Dus wat voorheen huiswerk was, gebeurt nu in de klas met de leerkrachten terwijl de instructie juist thuis gebeurt.